# Strange World (Ké)
Strange world people kill an eye for an eye

Strange world dream one-day we'll see the light

Strange world believe and everything will be alright»
Strange World è il primo, e il più conosciuto, brano del cantante newyorkese Ké, pubblicato come singolo nel 1995, e in seguito inserito nell'album di debutto dell'artista I Am [ ].
Strange World è un inno alla pace , ricordato soprattutto per il particolare timbro di voce del cantante, che ricorda quello di una donna. Il brano all'epoca ebbe una popolarità immensa in Italia, arrivando fino alla settima posizione dei singoli più venduti.
Il riff di basso che accompagna la canzone presenta molte similarità con quello del brano Kiss and Tell di Bryan Ferry.

## Video musicale
Il videoclip di Strange World, diretto da Sophie Muller, è stato prodotto dalla Oil Factory. Nel video il cantante Kè entra nella toilette di un bagno pubblico dove, dopo essersi spogliato, comincia a cantare il brano. Nelle altre toilette si vedono diverse persone, fra le quali due ragazzini intenti a lanciarsi la carta igienica, una signora che pulisce accuratamente la maniglia della porta, una ragazza che mangia un panino, una giovane coppia lesbica, e infine un ragazzo che si rifugia in una toilette, inseguito da un gruppo di persone. In alcune sequenze viene mostrato Kè appeso a testa in giù e dipinto completamente di bianco.

## Tracce
1. Strange World (short) – 3:53
2. Strange World (long) – 4:32
3. All You Ever Wanted – 4:27

## Classifiche
| Classifica (1996)            | Posizione massima |
| ---------------------------- | ----------------- |
| Germania                     | 89                |
| Italia                       | 7                 |
| Regno Unito                  | 73                |
| Stati Uniti Dance club songs | 9                 |

## Versione degli HIM
Nel settembre del 2012 è stata pubblicata una versione della canzone interpretata dal gruppo finlandese HIM che comparirà in seguito come inedito nella compilation XX - Two Decades of Love Metal in uscita ad ottobre.

### Video musicale
Il videoclip mostra il gruppo esibirsi nel suonare il brano.